# Mathias Mégard
Pour les articles homonymes, voir Mégard.
Mathias Mégard, né en 1968, est un acteur français.
Noël Herpe lui donne son premier rôle au théâtre dans "Sud" de Julien Green (théâtre de l'Arc à Clichy, 1986).
Son premier rôle au cinéma est celui du meilleur copain de Jules (Guillaume de Tonquédec), Didier Portman, dans Tableau d'honneur (1992) de Charles Némès. Son début est suivi par le rôle principal d'Alex dans Le Voyage étranger (1992) de Serge Roullet. C'est Éric Rohmer qui l'engage pour le rôle principal d'un dragueur dans son film Les Rendez-vous de Paris (1995).
Ses autres rôles au cinéma sont Ben dans Paddy de Gérard Mordillat et Delacroix dans Les Enfants du siècle (1999) de Diane Kurys. Avec Kurys, Mathias Mégard tourne encore en 2008 Sagan.